# Paradaemonia orsilochus
Paradaemonia orsilochus is een vlinder uit de familie nachtpauwogen (Saturniidae), onderfamilie Arsenurinae.
De wetenschappelijke naam van de soort is voor het eerst geldig gepubliceerd door Maassen in 1869.